# Тион, Серж
Серж Тион (фр. Serge Thion, 25 апреля 1942, Франция — 15 октября 2017, Франция) — французский социолог, который специализируется на Африке и Юго-Восточной Азии и, в частности на Камбодже. Известный ревизионист Холокоста.

## Биография
Тион учился в средней школе в лицее Мишле (Michelet) в Vanves.
В 1960—1970 годах Тион принимал участие в антиколониальной борьбе против Южно-Африканского режима апартеида, поддерживал антиколониальные движения за свободу Алжира, португальских колоний, Палестины и протестовал против войны во Вьетнаме и Камбодже. Одновременно он изучал в Сорбонне социологию и антропологию.
В конце 1970-х годов, он увлекся историческим ревизионизмом Робера Фориссона. С 1971 по 2000 год он был сотрудником Национального совета научных исследований, пока не был уволен со всех должностей в совете, по прямому указанию премьер-министра Лионеля Жоспена, поскольку продолжал поддерживать отрицание Холокоста.
Вместе с Пьером Гийомом он считается одним из основателей Ассоциации бывших любителей историй о войне и Холокосте (AAARGH).
Серж Тион также проявил себя, отрицая геноцид в действиях режима Красных Кхмеров в Камбодже.
Конференцию по Холокосту в Иране в 2006 г., он посетил, как представитель Франции. Вместе с Мишелем Ренуфом, Фредриком Тобеном, Кристианом Линдтнером (Christian Lindtner), Бернардом Шаубом (Bernhard Schaub) основал ревизионистский Всемирный фонд по изучению Холокоста (World Foundation for Holocaust Studies).
Серж Тион регулярно пишет на ревизионистские темы, опубликовал несколько книг и множество статей. В 1980 году своей книгой под названием «Историческая правда или политическая истина?» он познакомил широкую публику с делом Фориссона и вопросом о газовых камерах.

## Публикации
- List of Thion’s publications on Southeast Asia. Архивировано 23 января 2005 года.
- В соавторстве с Jean-Claude Pomonti: «Des Courtisans aux partisans, essai sur la crise cambodgienne», Paris 1971
- В соавторстве с Ben Kiernan: «Khmers rouges! Materiaux pour l’histoire du communisme au Cambodge», Paris 1981
- «Watching Cambodia. Ten Paths to Enter the Cambodian Tangle», Bangkok 1993
- «Explaining Cambodia. A review essai», Canberra 1994
- [with Claude Levi-Strauss, Roland Barthes, and Maurice Godelier] «Aproximacion al estructuralismo» («Introduction to Structuralism»), Buenos Aires: Editorial Galerna, 1967.
- «Le Pouvoir pale ou le racisme sud-africain» («The Pale Power, or, South African Racism»), Paris: Seuil, 1969.
- «Des Courtisans aux partisans, essai sur la crise cambodgienne» («From Courtiers to Partisans: an essay on the Cambodian crisis») [with Jean-Claude Pomonti], Paris: Gallimard, 1971.
- [as editor] «Verite historique ou verite politique?: Le dossier de l’affaire Faurisson : la question des chambres a gaz» («Historical Truth or Political Truth? The Faurisson Affair File: The Question of the Gas Chambers»), Paris: Editions de la Vieille Taupe, 1980.
- «Khmers rouges! Materiaux pour l’histoire du communisme au Cambodge» («Khmers rouges! Materials for the history of communism in Cambodia») [with Ben Kiernan], Paris: Hallier/Albin Michel, 1981.
- «Watching Cambodia: Ten paths to enter the Cambodian tangle», Bangkok : Cheney : White Lotus, 1993.
- «Une Alumette Sur La Banquise: ecrits de combat 1980—1992» («A match on the iceberg: militant writings 1980—1992»), Paris: Le Temps Irreparable, 1993. Available online.
- [as editor] «Le Terrorisme Sionniste» («Zionist Terrorism»), Paris: Editions Akribeia, 2006. (Includes texts by Noam Chomsky, Nasser H. Aruri, Ronald Bleier, Naeim Giladi, Khalil Nakhleh, Livia Rokach, Israel Shahak, Arno Weinstein, and Oded Yinon.)
- Серж Тион. Спичка на льдине. Боевые заметки 1980_92. / «Ле Тан иррепарабль» 1993.